# Kejawan (Tegowanu)
Kejawan is een bestuurslaag in het regentschap Grobogan van de provincie Midden-Java, Indonesië. Kejawan telt 1546 inwoners (volkstelling 2010).